# I Have a Dream

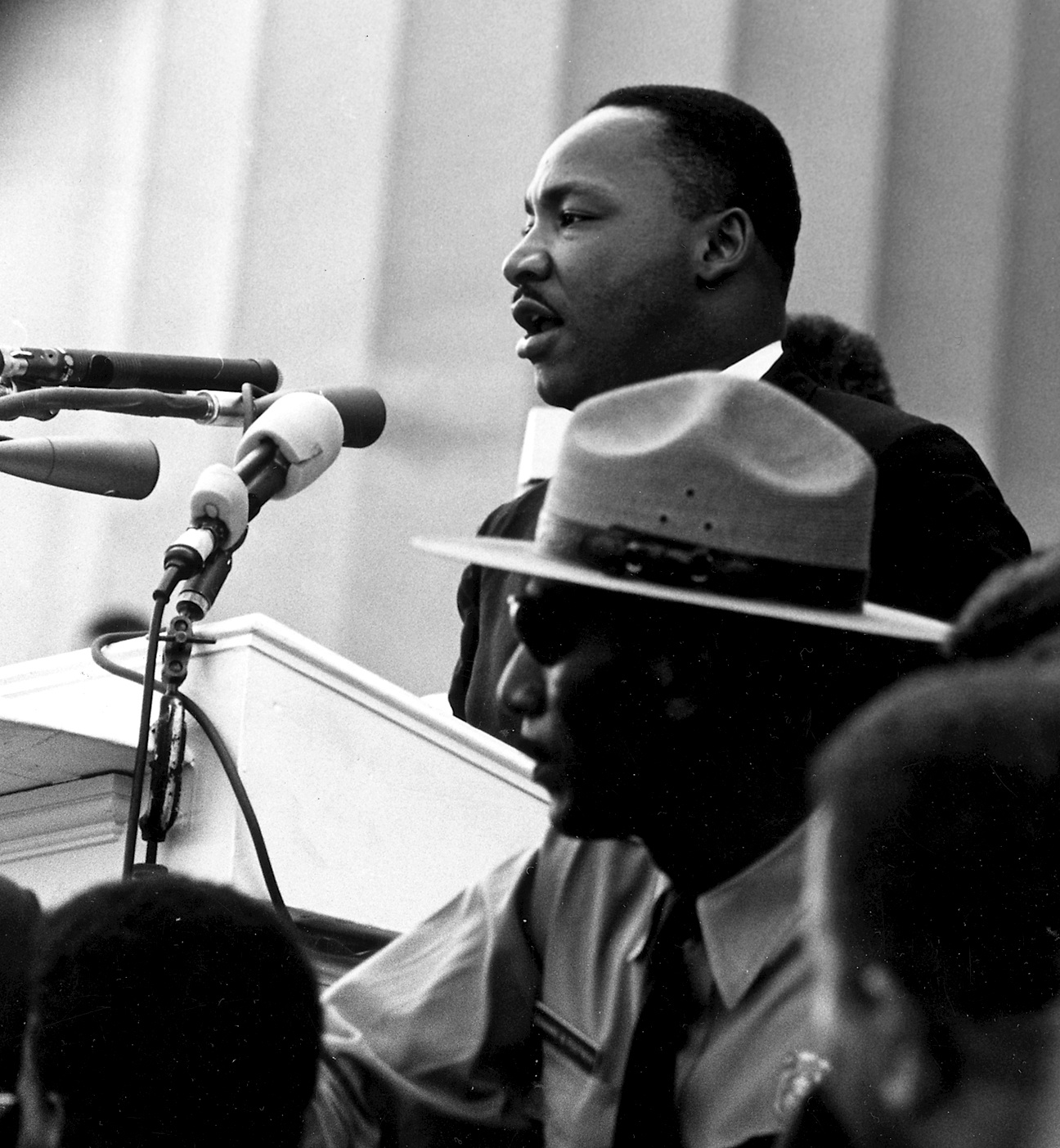
1963年のワシントン大行進で演説するマーティン・ルーサー・キング・ジュニア

「I Have a Dream」（アイ・ハヴ・ア・ドリーム、「私には夢がある」）とは、マーティン・ルーサー・キング・ジュニアが人種平等と差別の終焉を呼びかけた英語の演説の一節である。

## 概要
1963年8月28日に、キングは職と自由を求めるワシントンでの行進の際に、リンカーン記念館の階段上で17分にわたって演説し、公民権運動に大きな影響を与えた。演説は20万人を超える運動支持者が聞き、また1999年に実施された研究者による投票では20世紀のアメリカ合衆国で最高の演説であると評価された。同じ日に学生非暴力調整委員会の委員長として演説し、のちに下院議員となったジョン・ルイスは次のように述べている。
演説の終盤にマヘリア・ジャクソンが「あなたの夢をみんなに伝えて」と叫んだことを受けて、キングはあらかじめ用意していた演説の締めくくりの部分を読まずに、“I Have a Dream” という題について即興で語りだした。キングは1963年6月にデトロイトのウッドウォード通りをウォルター・ルーサーや C・L・フランクリンと行進したさいの演説でも、のちのワシントン大行進での演説の一部を含めており、またほかの部分についても詳しく述べていた。

## 文体
修辞の傑作と高い評価を広く受けているキングの演説は、バプテストの説教の形式に似たものとなっている。キングの演説は聖書のように広く評価されている文書に依拠し、アメリカ独立宣言、奴隷解放宣言、アメリカ合衆国憲法といった文書を思い起こさせるものとなっている。演説のはじめのほうでキングは、“Five score years ago ...”（100年前…）という文言で言い出しており、エイブラハム・リンカーンのゲティスバーグ演説を引用している。また聖書の引用も含まれている。たとえば、キングは旧約聖書の詩篇30章5節を演説の第2連目で引用している。キングは解放宣言で明確に打ち出された奴隷の廃止に関して「それは、捕らわれの身にあった彼らの長い夜に終止符を打つ、喜びに満ちた夜明けとして訪れたのだった」と述べている。また第10連目の「そうだ、決して、われわれは満足していないのだ。そして、正義が川のように流れ下り、公正が力強い急流となって流れ落ちるまで、われわれは決して満足することがないだろう」という部分にもアモス書5章24節からの引用がある。さらに「あらゆる谷が身を起こし…」という部分はイザヤ書40章4節と5節からそのまま引用している。このほかにも「黒人たちの正当な不満に満ちたこの酷暑の夏は、自由と平等の爽快な秋が到来しない限り、立ち去ることがない」という部分はウィリアム・シェイクスピアの史劇『リチャード三世』の出だしのせりふを引用している。
文章の冒頭の語句を繰り返す首句反復も修辞の手段として、演説全体で用いられている。例えば、最初のほうでキングが聴衆に向けて時機を示すさいには “Now is the time ...” という表現を用いているが、第6段落では4度繰り返している。なかでも多く首句反復されている “I Have a Dream ...” という表現は8度出てきており、その表現でキングが描く差別のない一体化したアメリカを聴衆に示している。このほかにも、“One hundred years later ...”、“We can never be satisfied ...”、“With this faith ...”、“Let freedom ring ...”、“free at last ...” という表現も反復して用いられている。

## 演説の題
“I Have a Dream” として知られるこの演説は様々な版を重ねてきており、またその時々に合わせて記されてきた。演説は単一の版ではなく複数の草稿が組み合わされたものとなっており、最初は “Normalcy, Never Again” となっていた。この題での版の演説は "I Have a Dream" にはほとんど用いられておらず、最終版には “Normalcy Speech” という題の演説文が含まれていた。 “Normalcy, Never Again” の原稿はモアハウス・カレッジのマーティン・ルーサー・キング・ジュニア・コレクションに所蔵されている。しかしながら“I have a dream” という語句が演説全体で用いられていたことや、アフリカ系アメリカ人ゴスペル歌手マヘリア・ジャクソンが演説終盤に「あなたの夢を語って」と叫んだことから、キングはあらかじめ用意していた演説を中断し、“I Have a Dream” という語句を強調して説き始めた。

## 演説後の展開
ワシントン大行進はケネディ政権に対して、議会での公民権法の進展についてのさらなる圧力となった。2007年の死没後に公開されたアーサー・シュレジンジャーの日記では、行進が多くのデモ参加者の共感を得ることができなかったら公民権の取り組みが上手くいかなかったかもしれない、というケネディの思いが示唆されていた。
演説と行進を受けて、キングはタイム誌の1963年の Person of the Year に選ばれ、翌1964年にはノーベル平和賞を当時最年少で受賞した。
2003年、国立公園局はリンカーン記念館でキングが演説を行った位置を記念する大理石の台座の除幕式を行った。また議会図書館は録音資料登録簿に加えることでキングの演説を称えた。

## ほかの演説との類似
キングの演説の終わりの一節は、1952年の共和党全国大会でアーキバルド・ケアリー・ジュニアが行った演説に似ている。両者の演説はサミュエル・フランシス・スミスの愛国的な賛歌 “America (My Country ’Tis of Thee)” の歌詞の一節で終わっており、また“let freedom ring” と呼びかけるさいに挙げられた山の名前にも共通している点がある。

## 著作権紛争
キングは演説の際にそのコピーを配布していたため、演説にかかる著作権の地位がしばしば問題となっている。第11巡回区控訴裁判所におけるマーティン・ルーサー・キング・ジュニア遺産管理財団対CBSの訴訟事件では、管理財団が演説にかかる著作権を保有していると判示された。演説の全部または一部の使用において使用許諾を受けなくとも、とくにフェアユースやフェアディーリングといった原理のもとでの司法管轄など、場合によっては合法とされるが、アメリカ合衆国の著作権法でこの演説は著作権保護の対象となっている。
マイケル・ジャクソンの「ヒストリー」という曲にこの演説の冒頭部分が引用されている。